# Hidden Hills
Hidden Hills jest niezależnym miastem i jednocześnie zamkniętym osiedlem w Hrabstwie Los Angeles, położonym w zachodniej części niziny San Fernando Valley. Osiedle zajmuje powierzchnię około 5 km², liczba mieszkańców wynosiła w 2000 roku 1875 osób.

Hidden Hills w hrabstwie Los Angeles

Hidden Hills jako chroniony obszar dostępny zaledwie przez trzy bramy jest oazą dla sław. Do mieszkańców zaliczają się między innymi:
- Marvin Gaye
- Harry Nilsson
- Matt LeBlanc
- Ozzy Osbourne
- Will Smith
- Lisa Marie Presley
- Kim Kardashian
- Denise Richards
- John Mayer
- Beau Bridges
- Buzz Aldrin
- Travis Scott
- Kanye West
- Kylie Jenner
- Jeffree Star